# Žiče (gmina Slovenske Konjice)
Žiče – wieś w Słowenii, w gminie Slovenske Konjice. W 2018 roku liczyła 599 mieszkańców.